# متحف هيشت
متحف روبن وإديث هيشت هو متحفٌ أُسّس سنة 1984، ويتبعُ لجامعة حيفا في فلسطين التاريخية (إسرائيل).

## التاريخ
تأسس متحف هيشت في عام 1984 من قبل روبن هيشت، مدير داغون سيلوس وعضو مؤسس في مجلس محافظي جامعة حيفا. جمع هيشت لمدة ستين عاما القطع الأثرية الأثرية التي تمثل الثقافة المادية لأرض إسرائيل في العصور القديمة. وكان مهتما بشكل خاص بالعثور على الآثار من الفترة الكنعانية حتى نهاية الفترة البيزنطية. رأى هيشت أن علم الآثار كان تعبيرا هاما عن الصهيونية وكانت هذه القطع الأثرية القديمة دليلا على الصلة بين الشعب اليهودي وأرض إسرائيل.